# Gouden baardvogel
De gouden baardvogel (Capito auratus) is een vogel uit de familie Capitonidae (Amerikaanse baardvogels).

## Verspreiding en leefgebied
Deze soort komt voor in het noordelijk en westelijk Amazonebekken en telt acht ondersoorten:
- C. a. punctatus: oostelijk Colombia, oostelijk Ecuador en oostelijk Peru.
- C. a. aurantiicinctus: het westelijke deel van Centraal-tot oostelijk Venezuela.
- C. a. auratus: noordoostelijk Peru.
- C. a. orosae: het oostelijke deel van Centraal-Peru en westelijk Brazilië.
- C. a. amazonicus: noordwestelijk Brazilië bezuiden de Amazonerivier.
- C. a. nitidior: zuidoostelijk Colombia, Rio Negro tot de Japurárivier (noordwestelijk Brazilië).
- C. a. hypochondriacus: Roraima (het noordelijke deel van Centraal-Brazilië).
- C. a. bolivianus: noordelijk Bolivia en zuidwestelijk Brazilië.